# Torneo di Wimbledon 1924
Il Torneo di Wimbledon 1924 è stata la 44ª edizione del Torneo di Wimbledon e terza prova stagionale dello Slam per il 1924.
Si è giocato sui campi in erba dell'All England Lawn Tennis and Croquet Club di Wimbledon a Londra in Gran Bretagna. 
Il torneo ha visto vincitore nel singolare maschile il francese Jean Borotra
che ha sconfitto in finale in 5 set il connazionale René Lacoste con il punteggio di 6–1 3–6 6–1 3–6 6–4.
Nel singolare femminile si è imposta la britannica Kitty McKane Godfree che ha battuto in finale in 2 set la connazionale Helen Wills Moody.
Nel doppio maschile hanno trionfato Frank Hunter e Vincent Richards, 
il doppio femminile è stato vinto dalla coppia formata da Hazel Wightman e Helen Wills Moody e 
nel doppio misto hanno vinto Kathleen McKane con John Gilbert.

## Risultati

### Singolare maschile
Jean Borotra ha battuto in finale  René Lacoste con il punteggio di 6–1 3–6 6–1 3–6 6–4

### Singolare femminile
Kitty McKane Godfree ha battuto in finale  Helen Wills Moody con il punteggio di 4–6, 6–4, 6–4

### Doppio maschile
Frank Hunter /  Vincent Richards hanno battuto in finale  Richard Williams /  Watson Washburn con il punteggio di 6–3, 3–6, 8-10, 8–6, 6–3

### Doppio femminile
Hazel Wightman /   Helen Wills Moody hanno battuto in finale  Phyllis Covell /   Kathleen McKane con il punteggio di 6–4, 6–4

### Doppio misto
Kathleen McKane /  John Gilbert hanno battuto in finale  Dorothy Shepherd Barron /  Leslie Godfree con il punteggio di 6–3, 3–6, 6–3